# Euxoa virgata
Euxoa virgata är en fjärilsart som beskrevs av Tutt 1892. Euxoa virgata ingår i släktet Euxoa och familjen nattflyn. Inga underarter finns listade i Catalogue of Life.